# Tjunskij
Tjunskij (russisk: Чунский, tr. Tjunskij) er en by i Irkutsk oblast, Sibiriske føderale distrikt i Den Russiske Føderation omkring 730 kilometer nordvest for oblastens administrative center, Irkutsk. Byen har 13.554(2021) indbyggere og blev grundlagt i 1947 .

## Geografi
Tjunskij ligger på den sydlige del af den Midtsibiriske højslette. Ikke langt fra Tjunskij er floden Tjuna som har givet navn til byen.

## Historie
Tjunskij blev grundlagt ved afslutningen af anden verdenskrig hvor jernbanelinjen Bajkal-Amur af den Den transsibiriske jernbane blev bygget.

### Indbyggerudvikling
| År   | Indbyggertal |
| ---- | ------------ |
| 1959 | 5.347        |
| 1970 | 9.970        |
| 1979 | 14.549       |
| 1989 | 17.747       |
| 2002 | 16.630       |
| 2010 | 14.996       |

Note: Data fra folketællinger